# Nanaia Mahuta
Nanaia Mahuta, née le 21 août 1970 à Auckland, est une femme politique néo-zélandaise.
Elle est ministre du Développement maori de 2017 à 2020, des Collectivités locales de 2017 à 2023, des Affaires étrangères de 2020 à 2023 et, parallèlement du Désarmement et du contrôle des armes en 2023.

## Biographie
Nièce de Te Atairangikaahu (reine du Kingitanga de certaines tribus maori de l'Île du Nord), Nanaia Mahuta est élue pour la première fois au Parlement néo-zélandais en 1996 pour le Parti travailliste ; réélue à plusieurs reprises, elle siège au sein des 45e à 52e législatures.
En 2016, elle devient la première parlementaire à arborer un moko kauae, une forme de tatouage traditionnel maori porté au menton par les femmes. Le 25 octobre 2017, Nanaia Mahuta est nommée par Jacinda Ardern ministre du Développement maori et ministre des Collectivités locales dans son cabinet. Elle prête serment en langue māori. Elle est la première femme à occuper ce poste.
En 2018, elle fait partie de la liste des 100 Women de la BBC. Elle est investie ministre des Affaires étrangères le 6 novembre 2020, devenant la première femme à occuper ce poste,. Elle conserve parallèlement la responsabilité des Collectivités locales jusqu'en 2023. Dans le cabinet de Chris Hipkins, elle est maintenue à la tête de la diplomatie tout en étant nommée ministre du Désarmement et du contrôle des armes le 1er février 2023. 
Lors des élections législatives du 14 octobre 2023, elle est battue dans sa circonscription d'Hauraki-Waikato par Hana-Rawhiti Maipi-Clarke, candidate du Parti māori. Le 11 novembre suivant, elle quitte donc automatiquement le gouvernement Hipkins.